# Josef Mauritius Bulín
Josef Mauritius Bulín (16. září 1744 Olomouc – 1785) byl český premonstrátský kněz a autor textů hanáckých zpěvoher.
V devatenácti letech, roku 1763, vstoupil do premonstrátského řádu, působil v klášteře v Hradisku. Roku 1769 dosáhl kněžského svěcení. Od roku 1771 působil v bazilice Navštívení Panny Marie na Svatém Kopečku u Olomouce, v letech 1783-84 zde byl převorem.
Na Svatém Kopečku také napsal svá dvě nejznámější díla, libreta k operám („hanáckým zpěvohrám“) Jora a Manda a Maréna a Kedrota, jejichž hudbu napsal hněvotínský kantor Josef Pekárek. Navzdory tomu, že Bulín byl knězem, obě libreta měla světská, lehce milostná témata. Obě lze chápat jako parodie dobové barokní manýry. Zajímavostí je, že libreta jsou napsána v hanáckém dialektu, ovšem nepřesném, současní badatelé se domnívají, že i v tomto případě mohlo jít spíše o jeho parodii. Bulín se v nich rovněž nevyhýbá vulgarismům. První zpěvohra se posmívá muži toužícímu se oženit, druhá zesměšňuje vdavekchtivé dívky, které z nouze dělají ctnost a velebí své panenství. Z Jory a Mandy se osamostatnila a zlidověla píseň Přeneste mě včel vojansky mondore, byla etnografy zaznamenávána ještě v 19. století. 
Pravděpodobně byl rovněž autorem latinsky psaného libreta pro oslavnou operu či kantátu, která v Hradisku vznikla k 50. výročí řádových slibů probošta Vincence hraběte Hodice. Toto dílo se však nedochovalo.